# 白底辐肛参
白底辐肛参（学名：Actinopyga mauritiana）为海参科辐肛参属的动物，俗名白底靴参、赤瓜参、靴海参、红鱼。分布于印度-西太平洋、台湾岛以及中国大陆的海南岛、西沙群岛等地，主要栖息于热带珊瑚礁低潮线附近以及由死珊瑚构成的水洼内或在被浪水冲击的死珊瑚礁的表面。该物种的模式产地在毛里求斯。